# Stor barkskinnbagge
Stor barkskinnbagge (Aradus crenatus) är en insektsart som beskrevs av Thomas Say 1832. I den svenska databasen Dyntaxa används istället namnet Aradus conspicuus. Stor barkskinnbagge ingår i släktet Aradus och familjen barkskinnbaggar. Arten är reproducerande i Sverige. Inga underarter finns listade i Catalogue of Life.